# Astra 4A
Astra 4A (название при запуске: Sirius 4) — телекоммуникационный спутник, принадлежащий компании SES S.A.. 
Он предназначен для оказания услуг телевизионного вещания, радиовещания, доступа в Интернет, передачи данных на страны Северной и Восточной Европы и Африки. Запущен 18 ноября 2007 (17 ноября 2007 UTC) с космодрома Байконур с помощью ракеты-носителя Протон-М/Бриз-М. Спутник был изготовлен компанией Lockheed Martin Commercial Space Systems на базе платформы A2100AX, является заменой спутнику Sirius 2.
Полезная нагрузка: 52 транспондера Ku-диапазона и 2 транспондера Ka-диапазона.
Из них 46 транспондеров Ku-диапазона предназначены для вещания на территории Северной и Восточной Европы и России, один транспондер Ka-диапазона предназначен для оказания услуг интерактивного вещания на территории Скандинавии и Балтии. Шесть транспондеров Ku-диапазона и один Ka-диапазона предназначены для оказания услуг связи  между странами Европы и Африки.
26 июня 2010 года спутник Sirius 4 был переименован в Astra 4A

## Телеканалы со спутника
- DW English (HD)
- 5 канал (HD)
- Радио Свобода/Голос Америки
- Галичина ТВ (HD)
- Розпакуй TV
- ERC
- Новый християнський
- Телевселенная
- Так TV (Приостановлен)
- 1+1 Марафон
- 1+1 Украина (HD)
- 1+1 International
- Квартал TV
- ТЕТ
- ПлюсПлюс
- Бигуди
- 2+2
- 2+2 марафон
- 24 канал
- BTQ
- Тюсо
- УНИАН ТВ
- XSPORT
- ATR
- СТБ
- ICTV
- Новий канал
- М1
- М2
- Оце
- ICTV 2
- Твой сериал
- Армия ТВ
- Рада
- Мегого Спорт
- Мы — Украина
- Свет
- Солнце
- Первый
- Общественное Культура
- Дом
- Надежда
- Солнце
- Соната TV
- Прямой
- Апостроф TV
- Мы — Украина +
- Эспрессо TV
- Киев
- The Word Network
- TVGE International
- TBN Украина
- Эхо
- SBN International
- TV Vision Heaven
- Белсат TV
- Интер (HD)
- НТН (HD)
- Мега (HD)
- К1 (HD)
- Пиксель TV (HD)
- Enter-фильм (HD)
- Общественное Спорт
- Общественное Крым
- Дождь